# Cruise Record 1995-2000
Albums de Globe
Relation
(1998) Outernet
(2001)
Remix par Globe
First Reproducts
(1999) Euro Global
(2000)
Singles
1. Still Growin' Up
Sortie : 8 septembre 1999
2. Biting Her Nails
Sortie : 15 décembre 1999

Cruise Record 1995-2000 (titré en capitales : CRUISE RECORD 1995-2000) est le premier album compilation de Globe, regroupant ses singles parus de 1995 à 1999.

## Présentation
L'album, coécrit, composé et coproduit par Tetsuya Komuro, sort le 22 septembre 1999 au Japon sur le label Avex Globe de la compagnie Avex, neuf mois après le précédent album original du groupe, Relation (entre-temps est sorti son album de remix First Reproducts). Il atteint la 1re place du classement des ventes de l'Oricon, et reste classé pendant 21 semaines. Il se vend à plus de deux millions et demi d'exemplaires, et restera le troisième album le plus vendu du groupe après Globe et Faces Places. 
C'est un double album qui contient 29 pistes sur deux CD, mélangeant dix-neuf anciens titres et dix nouveaux (dont six instrumentaux).
L'album compile dans le désordre les chansons-titres des dix-huit premiers singles du groupe sortis jusqu'alors ; celles des seize premiers singles étaient déjà parues dans des versions généralement remaniées sur les quatre albums originaux sortis précédemment. Celle de l'avant dernier single en date, Miss Your Body, déjà parue six mois auparavant sur First Reproducts, est quant à elle présente dans sa version remixée parue en "face B" du dernier single sorti deux semaines avant la compilation, Still Growin' Up, dont la chanson-titre ne figurera sur aucun album original. Est aussi présente la reprise de la chanson You Are the One, tirée de l'album Love Again.
La compilation contient aussi quatre nouvelles chansons : Time Without Tears, Run Away From the Night, Shock Inside My Brain, et Biting Her Nails ; cette dernière sortira également en single trois mois après la compilation, avec en "face B" une version remixée de Shock Inside My Brain, et ne figurera elle non plus sur aucun album original. L'album contient enfin six nouveaux titres instrumentaux, certains au piano.

## Liste des titres
Toutes les paroles sont écrites par Tetsuya Komuro et Marc, sauf celles des titres n°2, 3, 4 (CD1) par Keiko et Marc, et celles des titres n°11 (CD1), 3, 11 (CD2) par Marc seul ; toute la musique est composée et arrangée par Tetsuya Komuro.
| CD1   | CD1                                                           | CD1                                         | CD1   | CD1 | CD1 | CD1 | CD1 | CD1 | CD1 |
| No    | Titre                                                         | Origine                                     | Durée |     |     |     |     |     |     |
| ----- | ------------------------------------------------------------- | ------------------------------------------- | ----- | --- | --- | --- | --- | --- | --- |
| 1.    | Overseas Call (Instrumental)                                  | Nouveau titre                               | 2:12  |     |     |     |     |     |     |
| 2.    | Miss Your Body - Tan Line Mix (MISS YOUR BODY - tan line mix) | Remix du 17e single, "face B" du 18e single | 4:58  |     |     |     |     |     |     |
| 3.    | Biting Her Nails (biting her nails)                           | Nouvelle chanson, futur 19e single          | 4:12  |     |     |     |     |     |     |
| 4.    | Still Growin' Up (still growin' up)                           | 18e single (inédit en album original)       | 5:23  |     |     |     |     |     |     |
| 5.    | Sweet Heart (sweet heart)                                     | 15e single                                  | 4:51  |     |     |     |     |     |     |
| 6.    | Departures (DEPARTURES)                                       | 4e single                                   | 5:24  |     |     |     |     |     |     |
| 7.    | Anytime Smokin' Cigarette (Anytime smokin' cigarette)         | 10e single                                  | 7:41  |     |     |     |     |     |     |
| 8.    | Sweet Pain (SWEET PAIN)                                       | 3e single                                   | 5:14  |     |     |     |     |     |     |
| 9.    | Love Again (Love again)                                       | 12e single                                  | 4:45  |     |     |     |     |     |     |
| 10.   | Freedom (FREEDOM)                                             | 5e single                                   | 4:42  |     |     |     |     |     |     |
| 11.   | Time Without Tears (TIME without tears)                       | Nouvelle chanson                            | 4:13  |     |     |     |     |     |     |
| 12.   | Wanderin' Destiny                                             | 11e single                                  | 6:15  |     |     |     |     |     |     |
| 13.   | Sa Yo Na Ra                                                   | 14e single                                  | 5:17  |     |     |     |     |     |     |
| 14.   | Perfume of Love (Perfume of love)                             | 16e single                                  | 6:26  |     |     |     |     |     |     |
| 71:36 |                                                               |                                             |       |     |     |     |     |     |     |

| CD2   | CD2                                                        | CD2                                        | CD2   | CD2 | CD2 | CD2 | CD2 | CD2 | CD2 |
| No    | Titre                                                      | Origine                                    | Durée |     |     |     |     |     |     |
| ----- | ---------------------------------------------------------- | ------------------------------------------ | ----- | --- | --- | --- | --- | --- | --- |
| 1.    | "2" (Instrumental)                                         | Nouveau titre                              | 1:22  |     |     |     |     |     |     |
| 2.    | Can't Stop Fallin' in Love                                 | 7e single                                  | 5:50  |     |     |     |     |     |     |
| 3.    | Run Away From the Night (RUN AWAY FROM THE NIGHT)          | Nouvelle chanson                           | 5:06  |     |     |     |     |     |     |
| 4.    | Piano Solo (piano solo ; instrumental)                     | Nouveau titre                              | 3:52  |     |     |     |     |     |     |
| 5.    | Faces Places (FACES PLACES)                                | 9e single                                  | 6:26  |     |     |     |     |     |     |
| 6.    | Joy to the Love (Joy to the love)                          | 2e single                                  | 4:15  |     |     |     |     |     |     |
| 7.    | Millennium Waves (millenium waves ; instrumental)          | Nouveau titre                              | 6:23  |     |     |     |     |     |     |
| 8.    | Wanna Be a Dreammaker (wanna Be A Dreammaker)              | 13e single                                 | 5:34  |     |     |     |     |     |     |
| 9.    | Face (FACE)                                                | 8e single                                  | 6:16  |     |     |     |     |     |     |
| 10.   | Interlude (interlude ; instrumental)                       | Nouveau titre                              | 1:26  |     |     |     |     |     |     |
| 11.   | Shock Inside My Brain (SHOCK INSIDE MY BRAIN)              | Nouvelle chanson                           | 6:00  |     |     |     |     |     |     |
| 12.   | You Are the One (You are the one)                          | de Love Again ; reprise de You Are the One | 5:20  |     |     |     |     |     |     |
| 13.   | Is This Love (Is this love)                                | 6e single                                  | 5:32  |     |     |     |     |     |     |
| 14.   | Feel Like Dance (Feel Like dance)                          | 1er single                                 | 5:55  |     |     |     |     |     |     |
| 15.   | To Be Continued 2000 (to be continued 2000 ; instrumental) | Nouveau titre                              | 3:15  |     |     |     |     |     |     |
| 72:36 |                                                            |                                            |       |     |     |     |     |     |     |